# Biblioteca Pública Shorewood-Troy
La biblioteca Pública Shorewood-Troy se encuentra en la localidad de Shorewood, Illinois, Estados Unidos. La biblioteca está situada en el 650 de Deerwood Drive, cerca de la intersección U.S. Route 52 y la IL Route 59.

## Historia
El lunes, 17 de noviembre de 1975, la biblioteca Shorewood-Troy abrió sus puertas a los residentes de Shorewood. El edificio original era una tienda en la plaza Shorewood con más de 2000 libros, revistas, casetes y discos.
Originalmente etiquetada como una "biblioteca de demostración", la biblioteca-tienda operó bajo concesiones federales durante varios años. En mayo de 1976, la biblioteca Shorewood-Troy se formó, después de un referéndum aprobado por el establecimiento de una junta de la biblioteca y las nuevas tasas impositivas.
En 1980, la comunidad de Shorewood empezó una búsqueda de un sitio para la biblioteca. En junio de 1984, una subvención de construcción de la biblioteca de $ 250 000 dólares fue otorgada al distrito. La tierra fue donada al norte de la plaza Shorewood por George y William Michas y Dragatsis Chris para el nuevo edificio. El oficial era de 15 000 pies cuadrados (1400 m²). En 1992-1993, un nivel más bajo de la biblioteca se completó para la casa de la Juventud del Departamento de Servicios y una sala de reuniones.